# 石山千華
石山 千華（いしやま ちか）は、日本のフリーアナウンサー。

## 来歴
静岡県出身。立正大学文学部文学科（英語英米文学専攻コース）卒業。
大学を卒業後、2008年4月から2011年3月までNHK山形放送局の契約キャスターを務めていた。
NHKとの契約満了後、2011年4月から2012年3月までテレビ長崎 (KTN) のアナウンサーを務めていた。在籍中、同名の情報番組を担当する「Gopan班」に所属していた。
テレビ長崎との契約満了後、2012年3月から2015年3月までNHK千葉放送局の契約キャスターを務めていた。
2015年4月にフリーアナウンサーとしての活動を開始。北海道札幌市へ移住し、同年8月からテレビ北海道 (TVh) の番組に出演していた。また2016年には第1子が、2018年には第2子が誕生した。2020年代には、ナレーター事務所のMCイーコスにキャスティング対象ナレーターとして登録している。

## 担当番組

### NHK山形放送局
- YYほっとチャンネル - キャスター[9]
- やまモリ! - キャスター[10]
- やまがたニュースアイ - リポーター[9]

### テレビ長崎
- スーパーGopan
- 土よう!!ゴパン

### NHK千葉放送局
- ひるどき情報ちば（NHK-FM） - キャスター[9]。他の契約キャスターとのローテーションで出演[11]。
- こんにちはいっと6けん（NHK総合テレビ）[2]
- 首都圏ネットワーク（NHK総合テレビ） - 「おでかけ情報」担当[2]、「いってみよういってみたい」担当[12]。NHK放送センターのスタジオから出演（不定期出演）
- ひるまえほっと（NHK総合テレビ） - リポーター[9]。千葉県に関する話題を千葉放送局からの中継で紹介（不定期出演）

### フリー転向後
- Do!ろーかる（テレビ北海道） - 商品＆情報プレゼンター（2015年8月[13] - 12月[14]）